# Acanthothamnus aphyllus
Acanthothamnus aphyllus là một loài thực vật có hoa trong họ Dây gối. Loài này được (Schltdl.) Standl. mô tả khoa học đầu tiên năm 1923.